# 신석정 (법조인)
신석정(申錫定, 1883년 9월 ~ ?)은 일제강점기의 법조인이다.

## 생애
함경남도 신흥군 출신으로 경성법학전문학교를 졸업했다. 한때 농업에 종사한 적도 있으나 한일 병합 조약 체결 직후에 조선총독부 판사로 임명되어 함흥지방재판소 북청구재판소 판사로 근무했다. 이때 종7위에 서위되었다.
1913년에 고향인 함경남도에서 변호사를 개업하여 판사 생활은 길지 않았다. 1919년에 3·1 운동이 일어났을 때 3·1 운동 가담자 재판에 변호인으로 참여한 일이 있다. 1921년에 조선변호사협회가 결성될 때 창립 회원으로 참가한 조선 변호사계의 원로였다.
함흥부 지역 유지로 활동하면서 함경남도 도회의원을 지냈다. 과수원을 경영하면서 대성사, 신흥사 등 농림 관련 기업에 참여하였고, 북선상업은행 취체역을 맡는 등 금융계에서도 일했다. 부유한 생활을 하면서 재산을 사회에 환원하기도 해 미담 기사에 종종 등장한 일이 있다.
2008년 민족문제연구소가 발표한 친일인명사전 수록예정자 명단 사법 부문에 선정되었다.

## 참고자료
- 신석정(申錫定) - 국사편찬위원회